# Biomolekula
Biomolekula oz. biološka molekula je ohlapen razred molekul, ki so prisotne v organizmih in so ključne za potek bioloških procesov, kot so delitev celic, morfogeneza in razvoj. Obsegajo širok razpon spojin, med njimi makromolekule (beljakovine, ogljikovi hidrati, lipidi in nukleinske kisline) in manjše organske molekule, kot so primarni in sekundarni metaboliti. Pogosto so endogene, kar pomeni, da nastajajo v organizmu, organizem pa za preživetje običajno potrebuje tudi določene eksogene biomolekule, ki jih pridobi s hrano.
Z biomolekulami in njihovimi reakcijami se ukvarjata biokemija in molekularna biologija, interdisciplinarni panogi biologije in kemije. Večina biomolekul je organskih spojin, pri katerih štirje elementi – ogljik, vodik, kisik in dušik (znani pod akronimom CHON) – predstavljajo daleč največji delež mase. Poleg njih sta za biokemijske reakcije pomembnejša še fosfor in žveplo (skupaj CHONPS). To so najlažji elementi, ki lahko tvorijo kovalentne vezi. Preostanek predstavlja množica drugih elementov v neznatnih količinah. Značilnost biomolekul je, da v primeru kiralnosti (možnosti zrcalne simetrije v zgradbi) nastaja praviloma samo en od enantiomerov, medtem ko v reakcijah neživega sveta nastajajo racemne zmesi enantiomerov. Tako so beljakovine sestavljene skoraj izključno iz L-aminokislin, nukleinske kisline pa iz D-ogljikovih hidratov. To je posledica specifičnosti v zgradbi vezavnih mest encimov, ki katalizirajo sintezo.
Zgradba mnogih vrst biomolekul in presnovnih poti za njihovo sintezo je konstantna v zelo raznolikih organizmih, zaradi česar pravimo, da so »biokemijsko univerzalne«. T. i. teorija materialne enotnosti živih bitij je poleg celične teorije in teorije evolucije eden od osrednjih konceptov v biologiji.